# Екорегіони Беніну
Екорегіони Беніну — список екорегіонів Беніну, за даними Всесвітнього фонду природи (WWF) .

## Наземні екорегіони

### Тропічні і субтропічні вологі широколистяні ліси
- Східно-Гвінейські ліси
- Нігерійські низинні ліси

### Тропічні і субтропічні злаковники, савани і чагарники
- Мозаїка гвінейських лісів з саваною
- Західно-Суданська савана

## Прісноводні екорегіони

### Ніло-Судан
- Берегова бухта
- Низов'я Нігер-Бенуе